# Погребы (Роменский район)
Погребы (укр. Погреби) — село, Николаевский сельский совет, Роменский район, Сумская область, Украина.
Код КОАТУУ — 5924186405. Население по переписи 2001 года составляло 104 человека .

## Географическое положение
Село Погребы находится на правом берегу реки Ромен, выше по течению на расстоянии в 2 км расположено село Вьюнное, ниже по течению на расстоянии в 1 км расположено село Житное, на противоположном берегу — село Калиновка.
Рядом проходит железная дорога, станция Погребы в 1-м км.